# GlovePIE
GlovePIE  är en Windows-programvara som gör det möjligt att styra spel och emulatorer på en dator med en Wiimote (en trådlös handkontroll tillverkad av Nintendo). Programmet är skrivet av Carl Kenner, som behövde ett sätt att använda sin Essential Reality P5 VR-handske. Programmet har nu stöd för en hel uppsjö av olika VR-verktyg. Programmet kan köras på Windows 98, men fungerar bäst på Win2k och uppåt. 

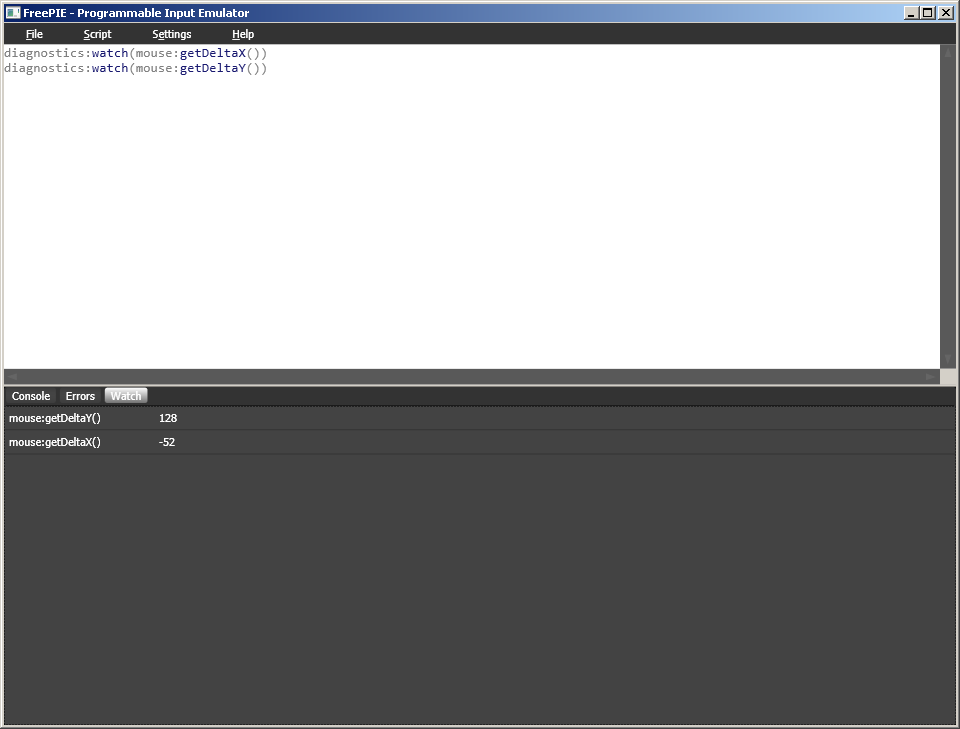
FreePIE

Ett open-source alternativ till GlovePIE finns numera och heter FreePIE (Programmable Input Emulator) och liknar GlovePIE på många sätt men med ett mer modernt gränssnitt och en öppen plugin-modell.